# Dolores Gray
Dolores Gray (7 de juny de 1924 - 26 de juny de 2002) va ser una actriu i cantant estatunidenca. Va ser nominada al premi Tony a la millor actriu protagonista en un musical en dues ocasions, guanyant-lo una vegada.

## Biografia
Va néixer com a Sylvia Dolores Finkelstein (però coneguda per Sylvia Dolores Vernon) de Barbara Marguerite Gray (nascuda Marguerite Gray) i Harry Vernon Finkelstein (nom artístic Harry Vernon) a Los Angeles, Califòrnia, encara que les necrològiques van catalogar el lloc de naixement de Gray com a Chicago, igual que la seva biografia a Internet Movie Database. Tant la seva mare com el seu pare eren actors de vodevil, així és com es van conèixer. Els pares de Gray es van divorciar quan era petita. Dolores tenia un germà gran, Richard Gray (nascut Richard Vernon), que també tenia una carrera a Hollywood. Mentre assistia a l'escola secundària politècnica, estava al Girls 'Glee Club. La va descobrir Rudy Vallee, que li va donar un lloc de convidat al seu programa de ràdio a nivell nacional. Dolores Gray es va signar breument amb la MGM, apareixent a Kismet (1955) i It's Always Fair Weather (1955).

### Carrera
La seva carrera va començar com a artista de cabaret en restaurants i sopars de San Francisco i Reno, Nevada. El 1945 va aparèixer al seu propi programa de ràdio. Mentre apareixia a Annie Get Your Gun a Londres (1947-1950), va estudiar a la Royal Academy of Dramatic Art el 1948. Com a recaptació de fons per ajudar a reconstruir el teatre RADA, va aparèixer com a Nell Gwyn a In Good King Charles's Golden Days al Drury Lane Theatre (octubre de 1948). Va aparèixer al London Palladium el 1958 mentre feia una gira de concerts per Europa i al cabaret a The Talk of the Town el febrer de 1963. Entre els seus nombrosos papers escènics, va aparèixer a Two on the Aisle (1951), Carnival In Flanders (1953); Destry Rides Again (1959); Sherry! (1967); and 42nd Street (1986). També va interpretar el paper principal a Annie Get Your Gun en la seva primera producció a Londres (1947). Gray va guanyar el premi Tony a millor actriu protagonista en un musical pel seu paper a Carnival in Flanders, tot i que aquest musical de Broadway, amb un guió de Preston Sturges, es va presentar només a sis representacions. Per tant, té un rècord que és improbable que es superi: la carrera més breu en una actuació que encara va guanyar un Tony. És la primera persona que ha cantat la versió anglesa de la cançó francesa “C'est si bon” en una pel·lícula, HHoliday in Paris: Paris dirigida per John Nasht.
Retratant una actriu escènica cantant i ballant, va aparèixer amb Gregory Peck i Lauren Bacall a la pel·lícula de gran èxit Designing Woman (1957), com el seu antic interès romàntic. Durant la seva exitosa carrera musical, va cantar la part de Marilyn Monroe a l' àlbum de la banda sonora Decca Records de There's No Business Like Show Business (1954).
Va ser coneguda sobretot pels seus papers teatrals. Va recordar una vegada: “Quin regal seria tenir més un registre permanent. Una representació escènica és només això i després es perd. Quan veig pel·lícules a la televisió, penso: "Que fantàstic tenir-ho". Però, per què mirar enrere? Les decisions que vaig prendre, les vaig prendre. No puc canviar això". El 1973 va agafar el relleu d'Angela Lansbury en la producció londinenca de Gypsy al Piccadilly Theatre. El 1987 va actuar en la producció londinenca de Follies de Stephen Sondheim al Teatre Shaftesbury amb gran èxit i va aparèixer a la Royal Variety Performance d'aquell any amb una interpretació de la cançó "I'm Still Here" del programa. També va aparèixer al llarg programa de la televisió The Good Old Days de la BBC TV - el presentador Leonard Sachs també havia aparegut a Follies com el propietari del teatre Dimitri Wiseman, presentant a Miss Gray, una de les "The Wiseman Girls". El crític teatral Michael Phillips va escriure que la veu de Gray sonava com "un tren de mercaderies embolicat en mel". El 1988 va aparèixer a la història del 25è aniversari de Doctor Who “Silver Nemesis,” interpretant a un turista nord-americà.
A banda dels nombrosos àlbums de bandes sonores en què va aparèixer, Gray va gravar un àlbum de cançons el 1957 per a Capitol Records amb el títol Warm Brandy (T897).

## Matrimoni
El 24 de setembre de 1966, Dolores Gray es va casar amb Andrew J. Crevolin, un home de negocis de Califòrnia i propietari de cavalls de cursa de pura sang que va guanyar el Derby de Kentucky de 1954. Malgrat els informes erronis dels mitjans de comunicació que es van divorciar, van romandre casats fins a la seva mort el 1992. No van tenir fills.

## Mort
Gray va morir d'un atac de cor a Manhattan, als 78 anys. En morir, va ser incinerada i les seves cendres van ser enterrades al cementiri Holy Cross de Culver City, Califòrnia.

## Filmografia
| Any  | Títol                    | Paper              | Notes          |
| ---- | ------------------------ | ------------------ | -------------- |
| 1942 | Lady for a Night         | Dolores, a Singer  | Sense creditar |
| 1944 | Mr. Skeffington          | Performer          | Sense creditar |
| 1955 | It's Always Fair Weather | Madeline Bradville |                |
| 1955 | Kismet                   | Lalume             |                |
| 1956 | The Opposite Sex         | Sylvia Fowler      |                |
| 1957 | Designing Woman          | Lori Shannon       |                |

## Escena
- Seven Lively Arts (1944)
- Are You With It? (1945)
- Sweet Bye and Bye (1946) (cancel·lat durant la gira)
- Annie Get Your Gun (1947; 1962)
- Two on the Aisle (1951)
- Pygmalion (1952) (summer theatre)[5]
- Carnival in Flanders (1953)
- Can-Can (1957) (teatre d'estiu)[5]
- Silk Stockings (1958–59) (teatre d'estiu)[5]
- Destry Rides Again (1959)
- Lady in the Dark (1959) (teatre d'estiu)[5]
- Sherry! (1967)
- Gypsy (1973, 1976, 1982)
- All Dressed Up (1982)
- Going Hollywood (1983) (taller)
- 42nd Street (1986)
- Star Dust (1987) (lectura en concert)
- Follies (1987)
- Broadway at the Bowl (1988)